# 花拉子米
穆罕默德·伊本·穆薩·花拉子密（阿拉伯语：‎，780年代—850年代），波斯數學家、天文學家、地理學家，也是巴格達智慧之家的學者。
他的《代數學》是第一本解決一次方程及一元二次方程的系統著作，他因而被稱為代數的創造者
。十二世紀，花拉子米在印度數字方面的著作被翻譯成拉丁文，十進制因此傳入西方世界。此外，他修訂了托勒密的《地理學指南》，並著有天文學及占星學方面的書籍。
从一些词就可以看出他对数学的重要贡献，「代數」（algebra）一詞出自阿拉伯文拉丁轉寫「al-jabr」，「al-jabr」是用以解決一元二次方程的兩個辦法之一。算法（Algorism、Algorithm）出自，這是花拉子米（al-Khwārizmī）的拉丁文譯名，而西班牙語及葡萄牙語亦是由此名字而來，這兩個詞語都解作數字。

## 生平
關於花拉子米的生平，現時所掌握的資料甚少，甚至連他的出生地也未能確定。從他的名字所示，他可能來自大呼羅珊地區的花剌子模，花剌子模位於當時波斯帝國的東部，现为烏茲別克花拉子模州。來自花剌子模的波斯學者比魯尼稱花剌子模的人民是「波斯民族的分支」。
波斯學者穆罕默德·伊本·賈利爾·塔巴里認為他的名字是穆罕默德·伊本·穆薩·花拉子米·馬祖西·卡塔巴里（阿拉伯語：‎）。他的別名「古杜布利」（al-Qutrubbulli）意味他可能來自巴格達附近的葡萄栽培地古杜堡。不過，魯世德卻指出：
|  | 沒有必要去考究塔百里所述的「穆罕默德·伊本·穆薩·花拉子米及馬祖西·古杜布利」是正確，抑或這其實是兩個不同的人（花拉子米、馬祖西·古杜布利，後者可能被忽略）。當關於花拉子米的身分上出現了這麼多錯誤時，再也不值得去探究……最近，圖默在這些錯誤之上天真地對此作出臆想，不得不承認這確實能娛樂讀者。 |

圖默就花拉子米的宗教信仰寫道：
|  | 塔百里給他的另一個別名『馬祖西』似乎指出他是古老祆教的信徒，對於當時的波斯人來說，這是可能的。不過從《代數學》的序言所見，他確實是一個正統穆斯林，因此塔百里所給出的別名最多只能與花拉子米的祖宗有關，或者花拉子米在年青時是祆教徒。 |

伊本·納迪姆的《索引書》提供了花拉子米的簡短生平及他所寫的作品。花拉子米的大部分著作都在813年至833年間完成。在伊斯蘭征服波斯後，巴格達成為學術研究及貿易中心，吸引由中國、印度等地的商人及科學家遠道而來，花拉子米就是其中一人。花拉子米在哈里發馬蒙創立的智慧之家擔任學者，他在那裡鑽研科學及數學，還翻譯了一些以希臘語及梵語寫成的手稿。

## 貢獻
花拉子米對數學、地理、天文學及地圖學有重大貢獻，并為代數及三角學的革新奠下基礎，其對解決一次方程及一元二次方程的方法催生了代數，代數一詞由其著作《代數學》而得。
在825年寫成的《印度數字算術》（On the Calculation with Hindu Numerals）對於印度-阿拉伯數字系統在中東及歐洲的傳播尤其重要，《印度數字算術》被翻譯成拉丁語「Algoritmi de numero Indorum」，花拉子米的拉丁文音譯則為「演算法」（Algorithm）一詞的由來。
他的部分作品是以波斯和巴比倫尼亞的天文学、印度數字及希腊數學為基礎。
花拉子米對托勒密在非洲及中東方面的資料作出整理及修正。他的另一本重要著作《諸地理勝》（Kitab surat al-ard）是根據托勒密的《地理學指南》而列出地理坐標，並新增了地中海、亞洲及非洲方面的內容。
他還寫有記錄星盤和日晷等機械設備的文獻。
他參與了測量地球圓周的計劃，又監督七十位地理學家為哈里發馬蒙制作世界地圖。
在十二世紀，花拉子米著作的拉丁文譯本傳入歐洲，對歐洲數學的發展造成深遠的影響。他以印度的位置值十進制系統為基礎，將阿拉伯數字引入西方。

### 代數

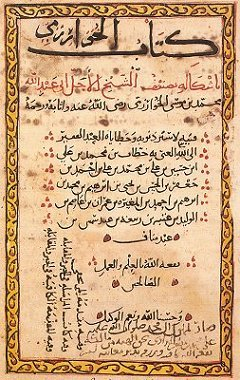
花拉子米所著《代數學》裡的一頁。

《代數學》是在約830年寫成的一部數學著作。《代數學》是一部算術流行作品，得到哈里發馬蒙的鼓勵，書裡展示了對貿易、測量及法定繼承問題的例子及應用。「代數」一詞是由該書裡描述的一個基本運算方式（al-jabr）引申而來，書籍被切斯特的羅伯特及克雷莫納的杰拉德譯成拉丁文，書名為「Liber algebrae et almucabala」，因而得出代數的英語「algebra」。有一本獨一無二的阿拉伯文摹本被保存在牛津，其拉丁文譯文則存放在劍橋。
「還原」（al-jabr）是現代代數的基本課文，為解決多項式方程及二次方程提供了全面的敍述，「約減」及「平衡」的應用是指透過將項換位到方程的另一面實施約減，約除方程上相似的項。
花拉子米利用「還原」（al-jabr）及「平衡」（al-muqābala）把平方的系數區分，把方程還原成以下六種標準格式的其中一種（當中的b及c均是正值整數）：
- 平方等於方根（ax2 = bx）
- 平方等於數值（ax2 = c）
- 方根等於數值（bx = c）
- 平方和方根等於數值（ax2 + bx = c）
- 平方和數值等於方根（ax2 + c = bx）
- 方根和數值等於平方（bx + c = ax2）

「還原」是消除負數單位的一個過程，方程當中的方根及平方會在兩面加上同等值。例如x2 = 40x − 4x2可解成5x2 = 40x。「平衡」（al-muqābala）是指將同一種類的數項分別歸入程式的兩面，如x2 + 14 = x + 5可解成x2 + 9 = x。
以上皆使用現代數學符號來表達《代數學》一書裡所探討的問題，但是在花拉子米那個時代，許多數學符號還未出現，所以他使用了一些尋常的字詞來說明問題及進行解說，例如他提到：
|  | 有說：把10分做兩個部分，以自身相乘，會等於另一部分的81倍。計算：10減去某項乘以自身即是100加平方再減去某項的20倍，等於某項的81倍。把某項的20倍從100加平方那一邊分拆，加在某項的81倍。算式就會成為100加一個平方等於101個根。將根對分，一半就是50.5，自乘等於2550.25，把它減去100就是2450.25，把它開方就是49.5，以100的另一半50.5減去49.5，答案便是1。 |

以現代數學符號表示，「某項」或「根」以「x」表示：
{\displaystyle (10-x)^{2}=81x}
{\displaystyle x^{2}+100=101x}
假設數式裡的根是「p」及「q」，{\displaystyle {\tfrac {p+q}{2}}=50{\tfrac {1}{2}}}，{\displaystyle pq=100}，
{\displaystyle {\tfrac {p-q}{2}}={\sqrt {({\tfrac {p+q}{2}})^{2}-pq}}={\sqrt {2550{\tfrac {1}{4}}-100}}=49{\tfrac {1}{2}}}
答案是：
{\displaystyle x=50{\tfrac {1}{2}}-49{\tfrac {1}{2}}=1}
多位作家都受到《代數學》的影響而發佈了一些作品，包括阿布·哈尼法·迪纳瓦里、阿布·卡米勒、阿布·穆罕默德·阿德利（Abū Muḥammad al-ʿAdlī）、阿布·優素福·密西西（Abū Yūsuf al-Miṣṣīṣī）、阿卜杜勒·哈米德·伊本·圖爾克、信德·伊本·阿里、薩爾·伊本·比斯爾及納色阿爾圖斯。
奧康納及羅伯遜在MacTutor數學史檔案裡寫道：
|  | 阿拉伯數學家其中一個最重要的成就始於花拉子米的著作，亦即代數的開端。這個新概念的意義相當重要，對由以幾何為主的希臘數學作出了革命性的轉移。代數是一個一元化的理論，有理數、無理數等都被視為「代數的東西」，為數學開闢了一條新的發展路徑，大為擴闊了此前的數學概念，也為日後數學的發展提供了一個方向。代數的另一個重要性是使數學能夠應用在數學自身上，這在此前是從未發生過的。 |

作家魯什·拉希德和安琪拉·阿姆斯壯則寫道：
|  | 花拉子米的著作與巴比倫數學及丟番圖的《算術》不同。它不再著重於解決一些問題，而是以原始項開始展開闡述，這些原始項的組合形成了方程式的雛形，在今後明確地構成了代數。方程式的出現不僅用作解決問題，還引起了對一些無法衡量的問題的探討。 |

### 算術

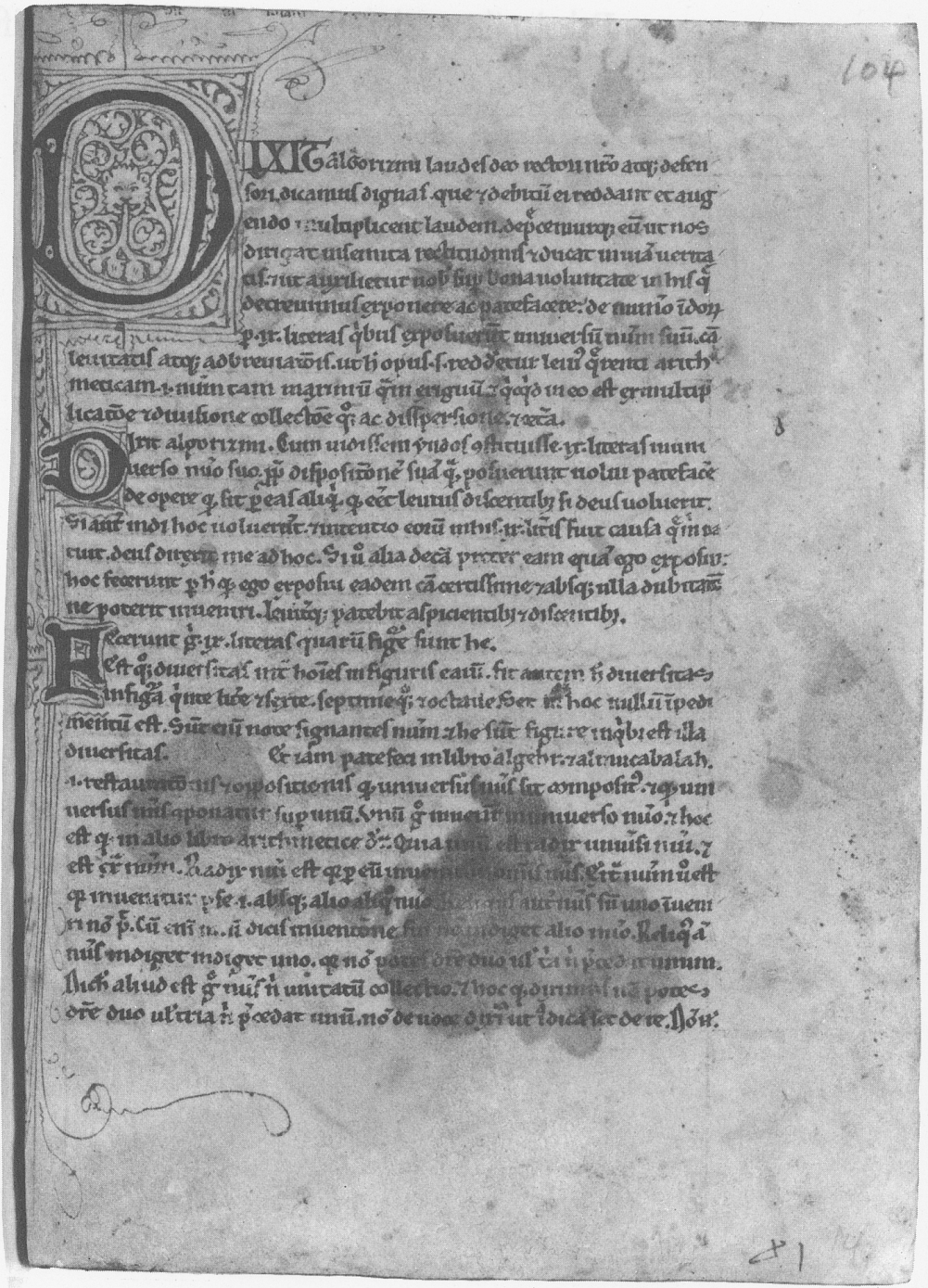
拉丁譯文的一頁，以「Dixit algorizmi」起首。

重要性僅次於《代數學》的花拉子米著作是關於算術的，阿拉伯語原文已軼，僅存拉丁語譯本，譯本很可能是由巴斯的阿德拉德在十二世紀所翻譯，他在1126年又翻譯了天文表。
該拉丁譯本沒有書名，通常以該書的首兩個字稱呼：「Dixit algorizmi」（花拉子米之言）或「Algoritmi de numero Indorum」（花拉子米的印度算術），這是巴爾達薩雷·邦孔帕尼在1857年給予的名稱，阿拉伯語原本的名稱可能是「Kitāb al-Jamʿ wa-l-tafrīq bi-ḥisāb al-Hind」（印度算術加減法）。
花拉子米的算術著作基於印度數學家發展出來的印度-阿拉伯數字系統而將阿拉伯數字引進西方世界。演算法（algorithm）一詞出自算術（algorism），花拉子米發展出印度-阿拉伯數字的算術運用方法，而演算法和算術的英語都是由花拉子米的拉丁化名字演變而來。

### 天文學

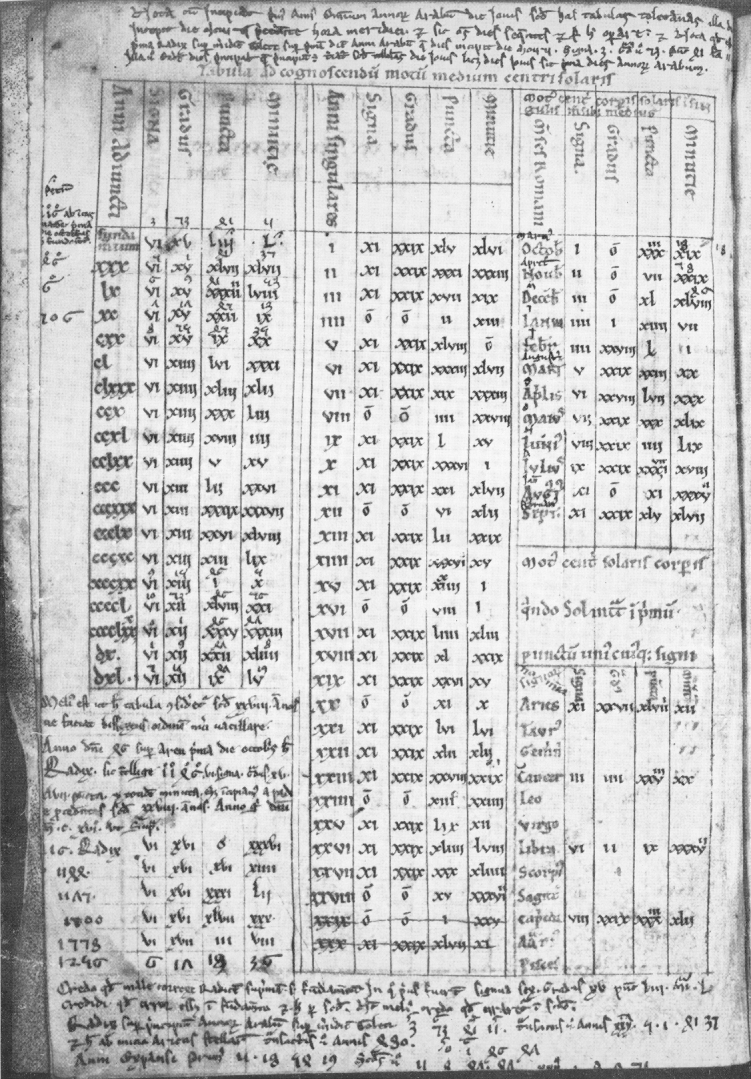
考帕斯克斯蒂學院283號手稿。

《信德及印度天文表》（阿拉伯語：زيج；Zīj al-Sindhind）是一部包含37節講述曆法和天文算法及116個曆法、天文及占星數據表的著作，內裡還有一個正弦的數據表。這是眾多阿拉伯積尺（Zij，天文表）裡首次使用了印度天文學的方法。該著作還包含太陽、月球及當時已知的五個行星的運行路徑圖表。這一著作標誌著伊斯蘭天文學的轉捩點。直至那時，穆斯林天文學家只採用了主流的研究方法，翻譯他人的作品及學習現有的知識，而花拉子米的《信德及印度天文表》卻標誌著在這個範疇裡使用非傳統方法研習及計算的開端。
在約820年寫成的阿拉伯原作已失落，西班牙天文學家麥斯萊邁·伊本·艾哈邁德·邁季里提卻持有拉丁譯文版本，大概是由巴斯的阿德拉德所譯。現存的四篇拉丁文原稿分別被存放在沙特爾的蓬皮杜中心大眾信息圖書館、巴黎的馬紮然圖書館、馬德里的國家圖書館及牛津的博德萊安圖書館。
花拉子米承接其印度及希臘先輩，對日晷的理論和結構作出了幾個重要的改進。他整理了一些表格，大為縮短了計算的時間。花拉子米的日晷可廣泛通用，可從地球上任何一個角落進行測量。此後，清真寺常設有日晷，以判量禮拜的時間。用以測量物件垂直高度的方體及用作角度測量的照準儀都是花拉子米在九世紀的巴格達發明的。
第一個象限儀及牆象限儀是花拉子米在九世紀巴格達發明的。花拉子米發明的正弦象限儀被用於天文計算之上，同樣由他發明的以小時為單位、於特定緯度使用的象限儀是象限儀發展上的一個焦點，以觀測太陽及星辰來判定時間。中世紀歐洲稱為「古象限儀」（Quadrans Vetus）的一種象限儀是花拉子米在九世紀發明，它是一種精密的數學儀器，是被廣泛使用的一種象限儀。古象限儀可在地球上的任何緯度、任何時間使用以判定時間，這是中世紀僅次於星盤的常用天文儀器，在伊斯蘭世界常被用來判定禮拜的時間。

### 地理
花拉子米另一重要著作《諸地理勝》（Kitāb ṣūrat al-Arḍ）在833年完成，這是托勒密《地理》的修訂及完整版本，含有2402座城市的座標及對一些地貌的描述。
《地球的地貌》唯一僅存的摹本存於斯特拉斯堡大學圖書館，其拉丁語譯文存於马德里的西班牙國家圖書館。該書的全名是《地球的地貌－城市、山岳、海洋、島嶼及河流，阿布·賈法爾·穆罕默德·伊本·穆薩·花拉子米據托密勒的地理作品所著》。
該著作先根據「氣候區」列出纬度和经度，「氣候區」即是一組的緯度，又以經度的次序列出每個「氣候區」。如保羅·加列斯所說，這種優秀的體系使我們能夠推斷出許多的緯度和經度，而描述這些緯度和經度的文檔不全，已無法通過這些文檔辨認這些緯度和經度。
阿拉伯語摹本及拉丁語譯本裡都沒有世界地圖，但休伯特·達恩尼特卻根據座標來重整缺少的地圖，他在手稿裡得知沿海地點的經緯度，以此推斷它們的位置。他在坐標紙上劃上這些沿海地點，並以直線聯繫各點，構劃出近似的海岸線。其後，他又以同樣的方法推斷河流及城鎮的地點。
花拉子米修正了托勒密對地中海長度的高估（由加那利群岛到地中海東岸）。托勒密將地中海高估到63經度，花拉子米將之修正在約50經度，他又「將太平洋及印度洋描述為海洋，而不是托勒密所述的內陸海」。花拉子米將舊大陸的本初子午線定位在地中海東岸，在亞歷山大港以東10-13度、巴格達以西70度。大部分中世紀的穆斯林地理學家都採用花拉子米所設的本初子午線。

### 猶太曆
花拉子米的著作包括關於希伯來曆的論著《猶太紀元》（Risāla fi istikhrāj taʾrīkh al-yahūd），描述了十九年太陰周期，用以判斷提斯利月的第一天，計算世界紀元與塞琉古紀元之間的間隙，並為猶太曆判斷太陽及月球平均經度提供了法則。比魯尼及邁蒙尼德都著有相似的資料。

### 其他著作
存放在柏林、伊斯坦堡、塔什干、開羅及巴黎的一些素材肯定或可能是出自花拉子米之手。伊斯坦堡的一份手稿講及日晷，其他的一些文稿包括一篇論及判斷麥加方位的文章，涉及球面天文學。
另有兩篇值得注意的文章，分別講述上午寬度（Maʿrifat saʿat al-mashriq fī kull balad）和由高處測量方位角（Maʿrifat al-samt min qibal al-irtifāʿ）。
花拉子米也寫作了兩部關於使用星盤及星盘構造的典籍。伊本·纳迪姆在他的《索引書》（Kitab al-Fihrist，阿拉伯書籍的索引）提及過「Kitāb ar-Ruḵāma」（花拉子米所著，關於日晷）及「Kitab al-Tarikh」（花拉子米所著，關於歷史），但是這兩本書經已失傳。
數學可說是由花拉子米定形的，他又是智慧之家的圖書館館長，其著作《代數學》涵蓋一元及二次方程，解決貿易失衡及因土地勘察和分配所引起的繼承問題。現今常用的數字系統都是由他所開創的，取代了古老、複雜的羅馬數字。